# アジア太平洋ジオパークネットワーク
アジア太平洋ジオパークネットワーク（アジアたいへいようジオパークネットワーク、英: Asia Pacific Geoparks Network）は、アジアおよびオセアニアに所在するジオパークのネットワークである。略称はAPGN。

## 概要
2004年にユネスコ地球科学部門の支援のもとに設立された。
ヨーロッパジオパークネットワークと並び、世界ジオパークネットワーク(GGN)の傘下にある。
2年ごとにシンポジウムと称する国際会議を数日間にわたって開催している。
アジア太平洋地域の世界ジオパークを中心に、ジオパーク、およびジオパークを目指している地域の関係者や興味・関心のある人々が集まる。
このシンポジウムは、ジオパーク活動を通じた地球科学の振興や、教育活動、環境の保護・保全、地域社会との協働、観光、地域経済など、様々な分野における取り組み事例の紹介や今後の方向性を議論する場となっている。
| 回    | 開催年 | 開催地                             |
| ----- | ------ | ---------------------------------- |
| 第1回 | 2009   | ランカウイジオパーク（マレーシア） |
| 第2回 | 2011   | ハノイ（ベトナム）                 |
| 第3回 | 2013   | チェジュ島ジオパーク（韓国）       |
| 第4回 | 2015   | 山陰海岸ジオパーク（日本）         |